# Лаурат лития
Лаурат лития — соль лития и лауриновой кислоты с формулой LiC11H23COO.
Образует бесцветные кристаллы тетрагональной сингонии, параметры ячейки a = 2,83 нм, c = 1,17 нм, Z = 24.
Слабо растворяется в воде, этаноле, диэтиловом эфире.